# Instituto de Astrofísica de Andalucía
El Instituto de Astrofísica de Andalucía (IAA-CSIC) es un centro de investigación español localizado en Granada que depende del Consejo Superior de Investigaciones Científicas (CSIC). Las actividades del IAA están relacionadas con la investigación en el campo de la astrofísica y el desarrollo de instrumentación para telescopios y vehículos espaciales. Sus programas científicos abarcan cuatro grandes áreas de la astrofísica: sistema solar; formación, estructura y evolución estelares; estructura y evolución galácticas y cosmología. El IAA fue creado como centro propio del CSIC en julio de 1975 y opera el Observatorio de Sierra Nevada y, conjuntamente con la Junta de Andalucía, el Observatorio de Calar Alto. Desde 2018 cuenta con el distintivo de Centro de Excelencia Severo Ochoa, una acreditación que reconoce a los centros que realizan investigación básica de frontera y se encuentran entre los mejores del mundo en su área de trabajo.

## Historia

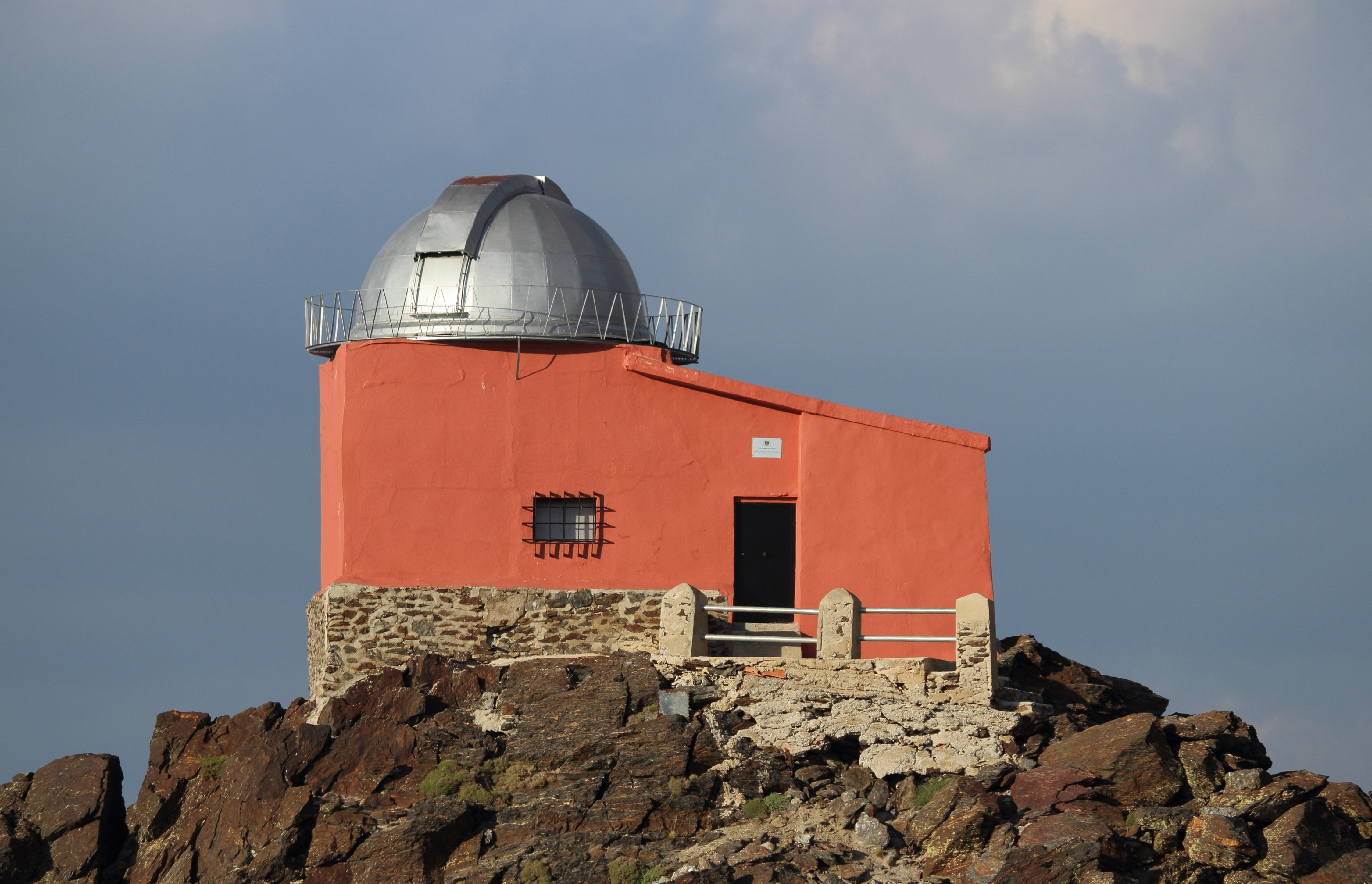
Observatorio del Mohón del Trigo, ya abandonado.

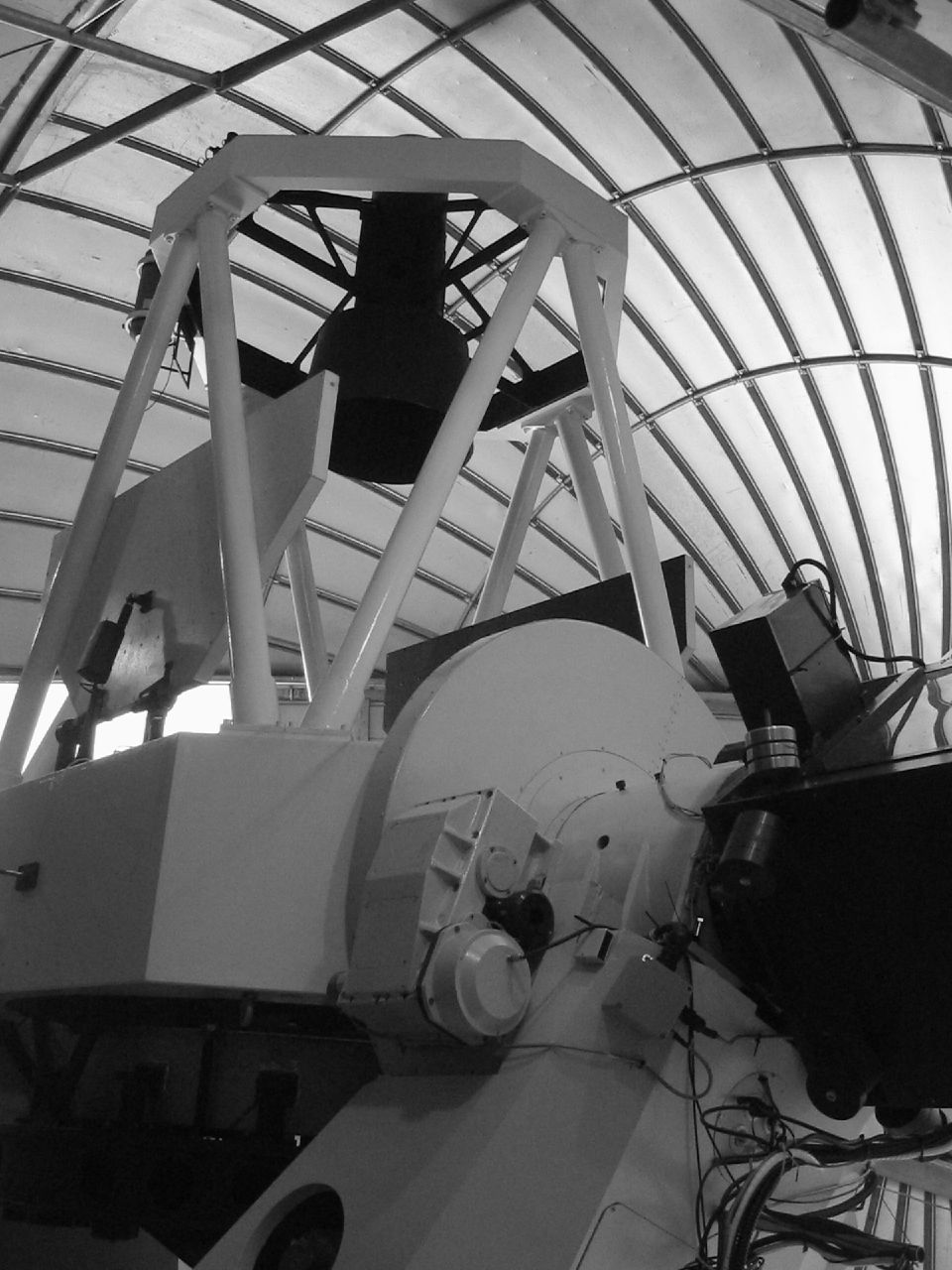
Uno de los telescopios del Observatorio de Sierra Nevada.

Los antecedentes del IAA se remontan a la colaboración de las instituciones españolas con la Universidad de Georgetown (EE. UU.), que permitió en 1965 la creación del Observatorio del Mohón del Trigo en Sierra Nevada. Este impulso a la investigación astrofísica fue el que permitió que José María Quintana y Ángel Rolland se integraran en la investigación en Granada en 1968, implicando a la Facultad de Ciencias de la Universidad de Granada y dando así lugar al Observatorio Universitario de Cartuja en 1971. En 1975, debido a la necesidad de crear un organismo independiente, se fundó desde el CSIC el Instituto de Astrofísica de Andalucía. En 1980, año en el que el Observatorio del Mohón del Trigo sufrió una avería, se creó el Observatorio de Sierra Nevada (OSN), situado en la Loma del Dílar.
En sus comienzos el IAA estaba formado por cinco investigadores: José María Quintana, Ángel Rolland, Pilar López de Coca, Víctor Costa y Eduardo Battaner. Todos desarrollaban la investigación orientada principalmente en dos líneas generales: aeronomía y física estelar. La observación se realizaba mediante un telescopio fotométrico con espejo de 32 centímetros que acogía el Observatorio del Mohón del Trigo. En los primeros años, la labor científica fue complicada debido al poco presupuesto con el que contaban y las dificultades que el instrumental de observación conllevaba. Con la puesta en marcha del OSN se ampliaron las oportunidades para la investigación científica. En él se implementaron dos telescopios, cuya obra se completó en octubre de 1981: uno de 75 cm. en un acuerdo con el Science and Engineering Research Council (SERC) inglés y otro de 60 cm. en un acuerdo con el Centre National de la Recherche Scientifique (CNRS) francés.
Con el tiempo el IAA se fue consolidando y aumentó su implicación en el ámbito internacional. Entre los resultados de esta consolidación científica están el lanzamiento de su primer cohete de sondeo atmosférico, desde la onubense base del Arenosillo en 1981 o la ampliación de las líneas de investigación. En 1983 amplió su campo de estudio a través de la creación del grupo de astronomía extragaláctica, orientado a analizar los fenómenos que ocurren más allá de nuestra galaxia. En 1985 se inició la línea de radioastronomía.
En 1986 se inauguró una nueva sede para el Instituto de Astrofísica de Andalucía, gozando desde entonces de instalaciones propias, ya que hasta entonces se había instalado en la granadina Estación Experimental del Zaidín. Una vez conseguida una sede propia y consolidadas las nuevas líneas de investigación, desde el IAA se planificó el desarrollo e instalación de dispositivos más modernos para poder incrementar la capacidad de servicios y prestaciones observacionales. En 1992 se pusieron en funcionamiento en el Observatorio de Sierra Nevada (OSN) dos nuevos telescopios para sustituir a los anteriores. Ambos fueron desarrollados en colaboración con NAIF, factoría de la Academia China de las Ciencias. 

## Investigación y desarrollo tecnológico
La investigación del IAA cubre las principales áreas de la astrofísica, apoyándose en los tres pilares fundamentales de la ciencia moderna: la observación de fenómenos astrofísicos desde las instalaciones más avanzadas, el desarrollo de nueva instrumentación y el estudio teórico y desarrollo de simulaciones numéricas.

### Tecnología
El IAA abandera desarrollos tecnológicos para el espacio, así como instrumentación de vanguardia para observatorios terrestres. Destacan la cámara PANIC o el buscador de planetas CARMENES, para el observatorio de Calar Alto, o el instrumento MEGARA para el Gran Telescopio Canarias en el Roque de los Muchachos. 
La Unidad de Desarrollo Instrumental y Tecnológico (UDIT) del IAA dispone de un taller de mecánica, laboratorios de óptica, electrónica y software y dos salas limpias ISO 8.

### Grandes proyectos de futuro
En el espacio, el IAA continúa participando en las grandes misiones europeas de futuro, como JUICE o PLATO.
La participación española en el Square Kilometre Array (SKA), la mayor infraestructura científica sobre el planeta, se dirige desde el IAA. SKA permitirá realizar contribuciones revolucionarias a la astrofísica, la astrobiología y la física fundamental. España entró como miembro de la Organización SKA en 2018.
El IAA participa en el desarrollo del European Solar Telescope (EST) que, con sus cuatro metros de diámetro, será el mayor telescopio solar construido en Europa y llevará a cabo observaciones únicas del Sol.   
Igualmente, el IAA participa en dos de los instrumentos del Telescopio Extremadamente Grande (ELT/ESO): el espectrógrafo multiobjeto MOSAIC y el espectrógrafo de alta resolución HIRES.

### Áreas destacadas
- Exploración de planetas, satélites y cometas. El IAA ha participado, tanto en el desarrollo técnico como en la explotación científica, en numerosas misiones espaciales de la Agencia Espacial Europea para el estudio del Sistema Solar: Rossetta, Cassini-Huyggens, Mars Express, Venus Express, ExoMars, BepiColombo o Solar Orbiter.
- Exoplanetas. Desde el hallazgo, en 1995, del primer exoplaneta en torno a una estrella como el Sol, se han hallado numerosos planetas más allá de nuestro Sistema Solar. Ahora el desafío consiste en detectar planetas de tipo rocoso en la zona de habitabilidad de las estrellas, campo en el que el IAA ha participado con el desarrollo y la explotación del instrumento CARMENES, ubicado en Calar Alto y dedicado a la detección de exoplanetas en estrellas de tipo M y al estudio de sus atmósferas.
- Física estelar. El IAA participa en el satélite GAIA, cuyo objetivo reside en la realización de un cartografiado en ocho dimensiones de la Vía Láctea, incluyendo la posición, velocidad, metalicidad y fotometría de los objetos estelare.
- Cartografiados cósmicos. El IAA ha encabezado el proyecto CALIFA, un cartografiado espectroscópico tridimensional de más de medio millar de galaxias de diferentes morfologías (el más extenso realizado hasta la fecha), estudiadas desde el observatorio de Calar Alto.
- Galaxias activas y agujeros negros. En el IAA se lleva a cabo el estudio teórico de los agujeros negros supermasivos y el estudio observacional de las galaxias activas, así como de los jets relativistas que emanan de su núcleo. Investigadores del IAA forman parte del equipo científico del telescopio del Horizonte de Sucesos, que obtuvo la primera imagen de un agujero negro. 
- Fenómenos transitorios. Desde las primeras detecciones de estallidos de rayos gamma (GRBs) a finales de la década de los 60 del siglo XX, la comunidad astronómica estudia a día de hoy una gran variedad de fuentes transitorias en el cielo y se ha avanzado sustancialmente en el conocimiento de su naturaleza. Recientemente se han detectado las primeras ondas gravitacionales, nuevo mensajero cósmico que abre perspectivas nuevas en el conocimiento del cosmos. El IAA participó en la primera detección de la contrapartida electromagnética de estos sucesos, en 2017.

## Organización
El Instituto de Astrofísica de Andalucía cuenta con cuatro departamentos, que tienen asociadas diferentes líneas de investigación.
- Departamento de Astronomía Extragaláctica
- Departamento de Física Estelar
- Departamento de Radioastronomía y Estructura Galáctica
- Departamento de Sistema Solar

La tecnología necesaria para llevar a cabo proyectos de astrofísica es desarrollada por la Unidad de Desarrollo Instrumental y Tecnológico.

## Cultura Científica
El IAA muestra un firme compromiso con la comunicación científica, con una trayectoria de más de dos décadas y que abarca la difusión de los resultados científicos, el desarrollo de actividades de divulgación, tanto regulares (revista IAA, programa de radio El Radioscopio, charlas mensuales) como puntuales (documentales, animación, Noche de los Investigadores...). La Unidad de Cultura Científica del IAA ha desarrollado también proyectos educativos y gestionado la comunicación integral de proyectos europeos.

## Observatorios

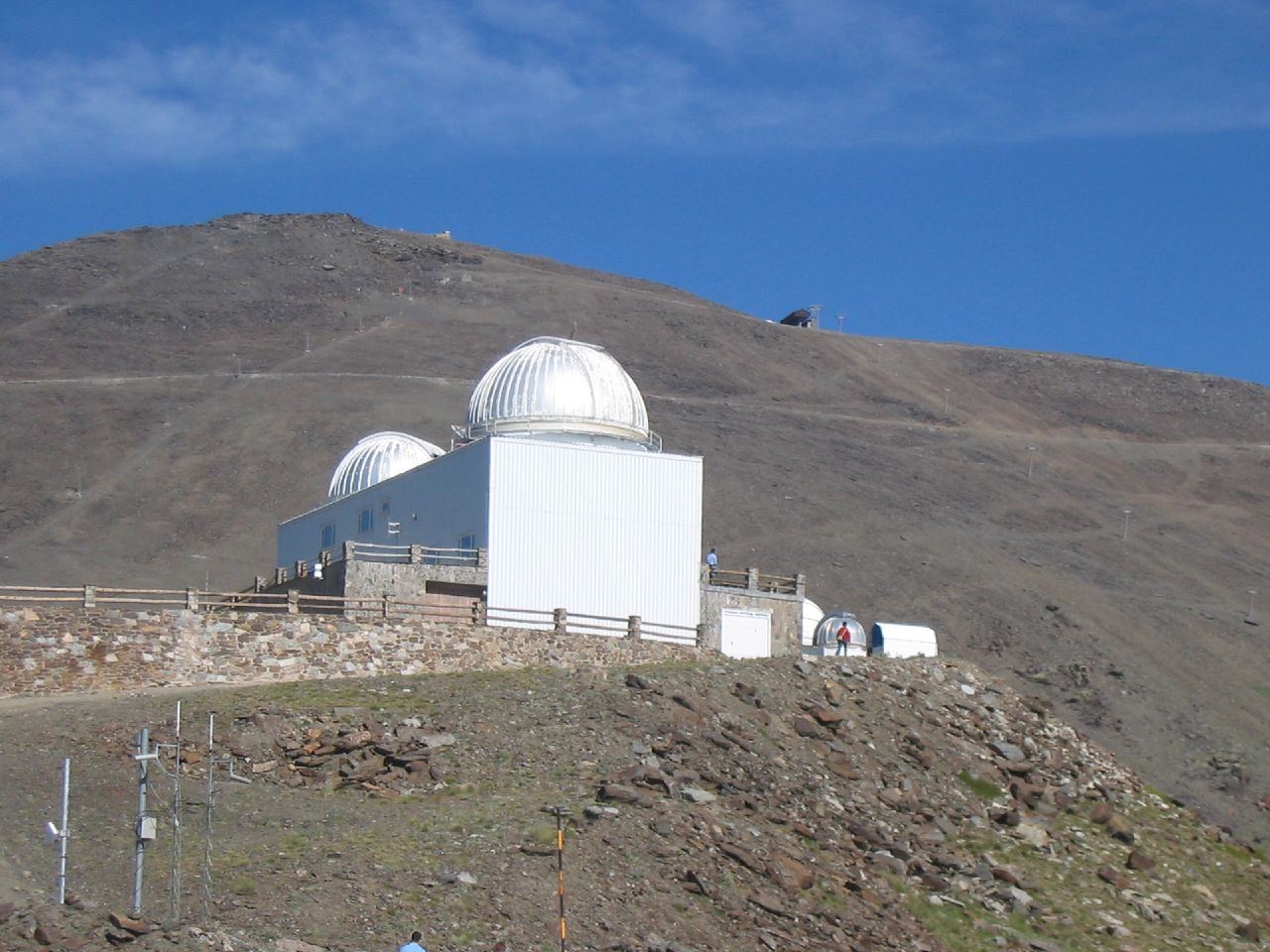
Observatorio de Sierra Nevada (OSN) cerca de la montaña Loma de Dílar, en la provincia de Granada gestionado por el Instituto de Astrofísica de Andalucía. El observatorio cuenta con 2 telescopios Nasmyth configurados con 1,5 m y 0,90 m de apertura.

El Observatorio de Calar Alto (CAHA), situado en la Sierra de Los Filabres (Almería), dispone de cuatro telescopios de 0.8, 1.23, 2.2 y 3.5 metros de apertura. Se trata de la instalación astronómica más relevante en suelo continental europeo. La calidad del cielo, con un 70% de tiempo de telescopio útil, las prestaciones de sus telescopios y una renovación instrumental y tecnológica continua lo mantienen en primera línea. Operado por la Max Planck Society (MPG) y el Consejo Superior de Investigaciones Científicas (CSIC) hasta 2018, pasa en 2019 a ser gestionado por la Junta de Andalucía y el CSIC. El IAA es responsable de la parte CSIC de la gestión del Observatorio.
El Observatorio de Sierra Nevada (OSN), situado a más de 2.900 metros de altura, constituye la instalación permanente más alta de Europa. El observatorio cuenta con una batería de telescopios, el mayor de ellos de 1.5 metros, y estaciones para la detección de meteoros y la medida del ozono atmosférico.
Además se encarga de gestiona la red de observatorios BOOTES.